# Monochrome Factor
Monochrome Factor (яп. モノクローム·ファクター монокуро:му факута:, «Монохромный Фактор») — манга, придуманная и нарисованная мангакой Кайри Сорано. Первая глава была опубликована в мае 2004 года японским издательством Mag Garden в выходящем раз в два месяца журнале Comic Blade Masamune. Однако в сентябре 2007 года, когда журнал перестал выпускаться, мангу начали публиковать в обновленном Comic Blade Avarus. Последняя глава манги вышла 15 июня 2011 года.
В США манга лицензирована издательством Tokyopop. К настоящему времени выпущено одиннадцать томов. Манга закончена. В России манга не лицензирована.
По манге снят одноимённый аниме-сериал, состоящий из 24 эпизодов, спродюсированный компанией GENCO и нарисованный студией A.C.G.T. В Японии премьера состоялась 7 апреля 2008 на канале TV Tokyo, сериал также транслировался на телеканалах AT-X и TV Osaka. В аниме присутствует сёнэн-ай, которого нет в манге.

## МирMonochrome Factor
В Monochrome Factor представлено альтернативное видение реальности. Согласно манге, этот мир является миром света, а параллельный ему — миром теней, и основная идея гласит, что всё создано парами противоположностей. Мир теней является отражением мира света, а отражением людей — так называемые доппельгангеры. Баланс между двумя параллельными мирами поддерживают четверо Королей: два Короля света и два Короля тьмы, у каждого из которых имеются по пять подчиненных, так называемых «Детей». У Королей света Детьми являются рэи, у Королей тьмы — сины, и обратить людей в них могут только Короли. Но не каждого можно обратить в сина или рэя, это зависит от врожденного фактора, т. н. «инси», и обращение человека с другим фактором или же вовсе без него будет губительным. Исключением является Королевский фактор, что позволило главному герою стать сином. К тому же двое из Королей являются «Истинными» — воплощениями самого света и тени (Сираганэ (тень) и Рюко (свет)). Они родились вместе с миром и должны были существовать вечно. Но на момент начала событий в манге истинный король света погиб, после чего произошла реинкарнация. Так же существуют 2 «Призванных» Короля — особо сильные Син и Рэй, однажды получившие королевское звание. Это Хомураби (тень) и Сисуи (свет).
Границу между мирами охраняют стражи: хакуа в мире света и кокути в мире тьмы, но при попадании на противоположную территорию стражи становятся агрессивными и дикими и поэтому нападают. Когда же один мир нарушает баланс за счёт другого, то соответствующий Король набирает силу, поэтому Хомураби на момент событий в манге невероятно силён.

## Сюжет
История вращается вокруг ученика старшей школы Акиры Никайдо, типичного лентяя, живущего обычной жизнью. Так продолжается до тех пор, пока он не встречает загадочного Сироганэ, неожиданно появившегося перед ним и заявившего, что их судьбы связаны. Акира шокирован данным заявлением и, естественно, не верит ни единому слову. В этот же день Ая, одноклассница Акиры, забывает что-то в школе и просит вечером сходить с ней за забытой вещью. Он нехотя соглашается, но в школе на них нападают монстры из мира теней (кокути), а сам Акира оказывается на грани гибели. Вовремя появившийся Сироганэ видит единственный способ спасти Акиру: обратить его в сина — представителя мира теней. Он также убеждает подростка помочь ему восстановить баланс между миром людей и миром теней, который был нарушен.

## Персонажи
Акира Никайдо (яп. 二海堂 昶 Никайдо: Акира) — Главный герой. Ему 16 лет, и он учится во втором классе старшей школы. Физически сильный, но по характеру очень раздражительный. Он часто пропускает уроки и вообще не любит школу, утверждая, что там скучно. Но, несмотря на это, Акира умудряется попадать в первую пятерку по успеваемости. При превращении в сина его волосы чернеют, одежда меняется, а глаза становятся рубинового цвета. В качестве оружия поначалу использовал два кинжала, но потом они трансформировались в более сложные и массивные клинки. В манге, для обретения человеческой формы, Акира зависит от Сироганэ, играющего роль его тени, в то время как в аниме для этого используется доппель. Хотя было сказано, что он принадлежит к линии Королей света, так называемых рэев, на самом деле он — реинкарнация Рюко. В настоящем Акира уже пробуждался и, следовательно, воспоминания о том, что он был королём, должны были восстановиться. Однако то единственное пробуждение было, когда он и Кенго первый раз встретились с Ко. Тогда Акира, приняв форму рея, победил и усмирил Кэнго, тем самым остановив Ко от самоубийственной атаки. Так как Рюко не до конца восстановил свою силу, он был неспособен поддерживать свою форму и возвратился в облик Акиры, потерявшего сознание от изнеможения. Воспоминание Акиры и Кэнго об этом событии были стерты Ко, который чувствовал, что справиться с произошедшим было слишком тяжело для них обоих. Но недавно (относительно хронологии событий манги) Акира восстановил эти воспоминания.
Сэйю: Дайсукэ Оно
Сироганэ (яп. 白銀 Сироганэ) — Его визитной карточкой являются чёрное пальто, шляпа и длинные серебряные волосы. Сироганэ, представляя собой загадочную личность, неожиданно возник перед Акирой и вовлек его в противостояние между миром теней и миром света. Имеет при себе трость. Скрывает свою истинную личность, которой характерна язвительная манера говорить, а обычная мягкость и улыбчивость меняется на холодность и агрессивность. Когда в манге он раскрывает свою истинную сущность, трость превращается в катану. Именно по этой причине Наная потерял руку. Он — истинный Король теней. В аниме Сироганэ проявляет двусмысленный интерес к Акире, хотя в манге это не очевидно. Согласно концовке аниме чуть не умер в результате битвы с Хомураби, однако Акира передал ему часть энергии сина через поцелуй. После этого Сироганэ возвратился в мир теней, хотя по-прежнему остался изгнанником.
Сэйю: Дзюнъити Сувабэ
Кэнго Асамура (яп. 浅村 賢吾 Асамура Кэнго) — ровесник Акиры. Они учатся в одном классе и обычно проводят время вместе. Несмотря на то, что Акира держится отстраненно ото всех, их связывает крепкая дружба. У Кэнго неунывающий характер. Его скрытые возможности проявились, когда он старался помочь своей старшей сестре, одержимой кокути. Сражается он, используя только свои навыки и перчатки, полученные от Сироганэ, принимающие форму алюминиевых рукавиц с крагами, и увеличивающие его силу. В манге у него наличествует фактор тьмы, который дарует ему значительную выносливость, необходимую для пребывания в мире теней. Однако это же является и причиной его обращения в берсерка (если он поглотит слишком много тьмы), когда он начинает нападать на друзей или врагов без разбора. Становясь берсерком, он показывает увеличение физической силы и способность призывать кокути. Ко заблаговременно запечатал фактор Кэнго (печатью настолько сильной, что даже Сироганэ не заметил, что Кэнго — носитель фактора) при их первой встрече. Но печать была сломана, когда Хомураби нашел Кэнго в 12 главе, поэтому в 22 главе Ко приходится снова запечатывать фактор тьмы у Кэнго.
Сэйю: Хироси Камия
Ая Судзуно (яп. 鈴野 綾 Судзуно Ая) — Тоже одноклассница Акиры. Ая — член дисциплинарного комитета, обладает сильным чувством справедливости и весьма непосредственная личность. Поскольку она очень натренирована в кендо, то по существу использует свои умения в сражениях с кокути. Её браслет — Курэсамэ, данный Сироганэ, дарует ей броню и катану для битвы. В манге Курэсамэ улучшается во время битвы с Руру, предоставляя ей новые доспехи и ещё один меч. Так же во время битвы обнаруживается, что Ая намного сильнее и более умела в использовании двух мечей, чем одного.
Сэйю: Масуми Асано
Харука Кудзё (яп. 九条 悠 Кудзё: Харука) — Одиннадцатилетний выпускник американского университета, помогающий Акире, богат и живёт в огромном особняке. Он наследник семьи Куджо, которая известна своими демоническими экспериментами с использованием традиционных техник инь и ян. Для искупления грехов своих предков Харука добровольно вызывается сражаться с кокути на стороне Акиры, несмотря на физическую неподготовленность для битв, вследствие чего использует арбалет.
Именно Харука был Коровкой (основным приспешником Хомураби). Понимая, что его плану может помешать Сироганэ, он представляет его шпионом Мира Теней. Однако его замысел не удался — при помощи Акиры и Ко Сироганэ удаётся ввести мальчика в заблуждение. После того, как Акире удалось победить Харуку, Хомураби попытался сделать последнего своим сином, но Акира и Сироганэ удаётся его спасти. Впоследствии Харука уезжает в Англию вместе со своим дворецким. Харука отсутствует в манге и придуман специально для аниме.
Сэйю: Мицуки Сайга
Сюити Вагацума a.k.a Мастер (яп. マスター/我妻 秋一 Масута:/Вагацума Сю:ити) — знакомый Сироганэ и владелец бара «Aging». Как правило, к нему обращаются «Мастер». Даже несмотря на то, что он слеп, он может чувствовать присутствие духов и кокути. Так же у него есть способность, позволяющая исцелять других, хотя и несколько болезненным способом. Согласно манге, он Призванный Король Света по имени Сисуи. Он довольно мягкосердечен и беспокоится за подчинённых. Когда Хомураби захватил власть, убив Рюко, Сисуи пришлось бежать в мир людей. Он сильно ослабел, а также скрывается о Хомураби, поэтому принял человеческую форму. Его оружие — золотой посох. Способен открывать портал в мир Теней.
Сэйю: Ватару Хатано
Маю Асамура (яп. 浅村 麻結 Асамура Маю) — Старшая сестра Кэнго, помешанная на привлекательных парнях. Мастер обучал её экзорцизму, но она сама однажды была одержима кокути и спасена Акирой.
Сэйю: Ами Косимидзу
Руру (яп. ルル Руру) — Внешне — девочка, ровесница Акиры, одетая в стиле «готической лолиты», на деле же она старше Ко. В аниме Руру подчиненная Нанаи, но так же знакома с Сироганэ. Заигрывает с Акирой и недолюбливает Аю, постоянно переругиваясь с последней. Как оружие использует кнут, а её способность — истощать силу противника. В манге одна из пяти детей Хомураби, которая, после поражения от Аи, присоединилась к Акире, испугавшись, что её убьют, если вернется.
Сэйю: Юкари Тамура
Наная (яп. 七夜 Наная) — Загадочный синеволосый парень с повязкой на одном глазу. В начале аниме он представляется как главный враг, контролирующий кокути для нападения на людей, но позднее выясняется, что он лишь выполняет приказы Короля мира теней. Слишком высокая самооценка приводит его к гибели. В манге его убивает Хомураби, а в аниме — Харука. В манге позднее выясняется, что Наная не убит, а превращен в берсерка. Он — один из пяти детей Хомураби.
Сэйю: Хироюки Ёсино
Ко (яп. 洸 Ко:) — Один из реев, друг Акиры и Кэнго после случая, произошедшего за два года до событий оригинального сюжета. Предан Рюко и один из его пяти детей в манге. Внешне выглядит на 25 лет, ведет себя как озабоченный извращенец, но на самом деле скрывает сильное чувство вины из-за того, что покинул Рюко. Это разжигает сильное желание защитить Акиру любой ценой, даже если это будет стоить ему жизни. У него есть способность выпивать тьму из чужого тела с помощью своих необычно длинных клыков, подобно вампиру. Эту способность он использовал дважды для возвращения Кэнго к нормальной форме. Его истинная форма — крупный белый пёс, созданный из нескольких Хокуа и небольшого количества человеческих генов. Его создал Король Света Рюко. (Информация взята из манги)
Сэйю: Кацуюки Кониси
Рюко (яп. 劉黒 Рю:ко) — Истинный Король рей, противоположностей синов. Был убит Хомураби (по манге — Саваки) задолго до рождения Акиры. Форма Акиры в сущности рэя. У Рюко длинные черные волосы и глаза рубинового цвета, одет в длинный белый сюртук, стянутый на запястьях ремнями, с двумя поясами на талии. Его оружие — серебристая коса с прикрепленной лавандовой лентой. Несмотря на то, что он уже пробуждался однажды, когда Акира и Кэнго первый раз встретились с Ко, его воспоминания продолжают быть запечатанными в Акире. Так как Рюко ещё не восстановил полностью свою силу, он не способен долго оставаться в форме рэя, хотя победил Кэнго сравнительно легко. Перед тем, как вернуться в исходную форму, он сказал Ко, что никогда не считал его предателем, и, если он всё ещё переживает о произошедшем, то может присматривать за Акирой.
Хомураби (яп. 焔緋 Хомураби) — Вместе с Сироганэ он был Королём мира теней, но, пожелав стать единственным правителем, изгнал Сироганэ. Возглавляет группу синов — его детей. Холодная личность с беспощадной и садистской натурой.
Сэйю: Рётаро Окиаю
Хирю (яп. 氷瀏 Хирю:) — Одна из пяти детей Хомураби, обладает способностью управлять льдом.
Саваки (яп. 澤木 Саваки) — Ещё один из пяти детей Хомураби. Подразумевается, что он причастен к смерти Рюко. Мельком встречался с Кэнго, когда в детстве тот с Акирой бежали в школу.
Сики (яп. 志紀 Сики) — Маленький мальчик, чья способность — управлять эластичностью теневого материала. Один из детей Хомураби.

## Музыка
Музыкальная тема состоит из трёх частей: одной вступительной заставки и двух эндингов. Заставка «Metamorphose» исполняется группой Asriel и написан Kokomi. Эндинги «Awake ~my everything~» (яп. AWAKE 〜僕のすべて〜 Awake ~боку но субэтэ~), исполненный Дайсукэ Оно и Хироси Камией, и «Kakusei ~Dark and Light~», исполненный Дзюнити Сувабэ и Кацуюки Кониси написаны Юми Мацудзавой. Сингл «Metamorphose» вышел 23 апреля 2008 года. Синглы «Awake ~my everything~» и «Kakuse ~Dark and Light~» вышли 28 мая и 27 августа 2008 соответственно.

## Видеоигра
Видеоигра «Monochrome Factor -cross road-» по мотивам «Монохромного фактора» на платформе PlayStation2 вышла 27 ноября 2008. Жанр — симулятор свиданий. В игре присутствуют новые персонажи. Сюжет игры: Серина Харумия — главная героиня, которой управляет игрок, обладает способностью изгонять кокути из одержимых людей. В зависимости от ведения диалогов между персонажами, игрок решает, с кем завяжутся отношения у главной героини.